# Magyarország a 2007-es fedett pályás atlétikai Európa-bajnokságon
Magyarország az angliai Birminghamben megrendezett 2007-es fedett pályás atlétikai Európa-bajnokság egyik részt vevő nemzete volt. Az ország a versenyen 7 sportolóval képviseltette magát.

## Eredmények

### Férfi
| Versenyző      | Versenyszám | Előfutam | Előfutam | Előfutam | Elődöntő | Elődöntő | Elődöntő | Döntő   | Döntő    |
| Versenyző      | Versenyszám | Idő      | Hely.    | Össz.    | Idő      | Hely.    | Össz.    | Idő     | Helyezés |
| -------------- | ----------- | -------- | -------- | -------- | -------- | -------- | -------- | ------- | -------- |
| Németh Gergely | 60 m        | 6,78     | 5.       | 18.      | kiesett  | kiesett  | kiesett  | kiesett | kiesett  |
| Szebeny Miklós | 60 m        | 6,79     | 6.       | 20.      | kiesett  | kiesett  | kiesett  | kiesett | kiesett  |
| Takács Dávid   | 800 m       | 1:50,15  | 2.       | 5.       | 1:50,31  | 3.       | 9.       | 1:49,28 | 6.       |
| Bene Barnabás  | 1500 m      | 3:47,07  | 2.       | 10.      |          |          |          | 3:45,58 | 5.       |
| Kiss Dániel    | 60 m gát    | 7,90     | 4.       | 16.      | 8,05     | 8.       | 16.      | kiesett | kiesett  |

## Eredmények

### Női
| Versenyző | Versenyszám | Előfutam | Előfutam | Előfutam | Elődöntő | Elődöntő | Elődöntő | Döntő   | Döntő    |
| Versenyző | Versenyszám | Idő      | Hely.    | Össz.    | Idő      | Hely.    | Össz.    | Idő     | Helyezés |
| --------- | ----------- | -------- | -------- | -------- | -------- | -------- | -------- | ------- | -------- |
| Vári Edit | 60 m gát    | 8,24     | 5.       | 13.      | kiesett  | kiesett  | kiesett  | kiesett | kiesett  |

| Versenyző        | Versenyszám | Selejtező | Selejtező | Döntő    | Döntő    |
| Versenyző        | Versenyszám | Eredmény  | Helyezés  | Eredmény | Helyezés |
| ---------------- | ----------- | --------- | --------- | -------- | -------- |
| Molnár Krisztina | Rúdugrás    | 4,25 m    | 16.       | kiesett  | kiesett  |